# Dr. Ante Starčević Horvát Jogok Pártja
A Dr. Ante Starčević Horvát Jogok Pártja (horvátul: Hrvatska stranka prava dr. Ante Starčević, rövidítve HSP AS) egy nacionalista politikai párt Horvátországban. A pártot 2009-ben alapította Ruža Tomašić és mások, a Horvát Jogok Pártjából kiválva. Nevét a neves horvát politikusról és íróról, Ante Starčevićről (1823–1896) kapta. A párt 2011-ben 20 000 fős tagságról beszélt. A helyhatósági választásokon korlátozott választási sikereket értek el, például 2011-ben három helyet szereztek Vukovár város tanácsában.
2011-ben a Dr. Ante Starčević Horvát Jogok Pártja választás előtti koalíciós megállapodást írt alá a szélsőjobboldali Horvát Tiszta Jogok Pártjával. A 2011-es horvát parlamenti választáson koalíciójuk egy parlamenti mendátumot szerzett. 2012 végén a párt állandó koalíciót kötött a jobbközép Horvát Demokratikus Közösséggel. 2013-ban ez a koalíció nyerte meg a horvát európai parlamenti választást, és a preferenciális szavazás alapján Ruža Tomašić pártelnök volt a győztes lista élén. Az Európai Parlamentben a párt csatlakozott az Európai Konzervatívokhoz és Reformerekhez. 2014. november 3-án a párt alapítója és első elnöke, Ruža Tomašić kilépett a pártból. A párt 2020-ban csődbe került.

## Története
A párt 2009. szeptember 6-án az Ante Đapićcsal való elégedetlenség és a Horvát Jogok Pártja vezetésének módszerei miatt alakult meg. Alapító gyűlésén az Újlak melletti Bábafalván Ruža Tomašićot választották meg a párt első elnökévé. A párt 2009. október 15-én került bejegyzésre. Nem szabad összetéveszteni a „Dr. Ante Starčević” Horvát Jogok Pártjával, amely az 1990-es években tevékenykedett.
A 2011-es horvátországi választásokon a HSP Dr. Ante Starčević és a HČSP koalíciója egy mandátumot szerzett a horvát parlamentben, Ruža Tomašić pedig parlamenti képviselő lett. A 2013. április 14-én tartott európai parlamenti választáson Ruža Tomašić országgyűlési képviselőt a HDZ-HSP AS-BUZ listájáról a listán a legtöbb előnnyel, 64 758 szavazattal rendelkező európai parlamenti képviselővé választották. Miután beválasztották az Európai Parlamentbe, Ivan Šimunović váltotta. A következő, 2014. május 25-i európai parlamenti választáson a HSP AS két jelöltje volt a HDZ-HSS-HSP AS-BUZ-ZDS-HDS közös listáján, Ruža Tomašić (6. a koalíciós listán) és Ivan Tepeš. Ezúttal pedig ebből a pártból Ruža Tomašićot választották az Európai Parlament képviselőjévé, 107 206 szavazattal, ebből a listáról a legtöbb, ezzel megerősítve a HSP AS-t a fő jobboldali pártként.
Ruža Tomašić, a párt korábbi elnöke 2014. november 3-án kilépett a HSP AS-ből, és nem sokkal ezután csatlakozott a konzervatívokhoz. A párt 2014. december 13-án megtartott országos gyűlésén a párt 916 delegáltja egyhangúlag megválasztotta a volt elnökhelyettest, Ivan Tepešt. A 2014. december 28-án és 2015. január 11-én megtartott horvát elnökválasztáson a HSP AS által is támogatott a hazafias, konzervatív és kereszténydemokrata pártok koalíciójának jelöltje, Kolinda Grabar-Kitarović győzött.
A 2015-ös választásokon a Hazafias Koalíció, amelynek stratégiai partnere volt a HSP AS, 59 mandátumot szerzett, ebből 3 mandátumot kapott a HSP AS. A HSP AS révén 8 év után először jutottak el jobboldaliak a horvát parlamentbe. A HSP AS képviselőcsoportja a párt elnökéből, Ivan Tepešből, a HSP AS első alelnökéből Dr. Ivan Kirinből és a HSP AS főtitkárából, Pero Ćorićból állt.
A horvát parlament 2015-ös alakuló ülésén Ivan Tepešt a horvát parlament alelnökévé választották, majd miután még aznap Tihomir Oreškovićot megválasztották miniszterelnöknek, a HSP AS jóvoltából a jobboldali ideológia először lett része a horvát parlamentnek.
A 2016-os horvát parlamenti választásokon elszenvedett kudarc után, röviddel a választások után, 2016. október 15-én Ivan Tepeš lemondott a pártelnöki posztról. Ekkor Hrvoje Ničét választották új elnöknek. Az elnökön kívül megválasztották a párt 21 elnökségi tagját, valamint a párt főházának tagjait Ivan Šimunović vezetésével.
A párt 2020. február 21-től   2021. október 7-ig csődben volt, majd Slobodan Dević lett az elnök.

## Ideológiája
A Dr. Ante Starčević Horvát Jogok Pártja, a Jogok Pártjának alapítójáról Ante Starčevićről kapta a nevét, és ideológiája a Haza Atyjának is nevezett Ante Starčevićnek a tanításain alapul, aki Eugen Kvaternikkel együttműködve alapította meg a Jogpártot a horvát parlament 1861. évi ülésszakán. Dr. Ante Starčević Horvát Jogok Pártjának egyik fő feladata az összes jobboldali erő egyesítése annak érdekében, hogy a jobboldal jelentős tényezővé váljon a horvát politikában, ahol a választók 15%-a minden választáson megoszlik a jobboldali pártok sokaságában.

## Elnökei
- Ruža Tomašić (2009. – 2014.)
- Ivan Tepeš (2014. – 2016.)
- Hrvoje Niče (2016. – 2020.)
- Slobodan Dević (2021 – 2022.)

## Fordítás
- Ez a szócikk részben vagy egészben  a   Croatian Party of Rights — Dr. Ante Starčević című angol Wikipédia-szócikk ezen változatának fordításán alapul.  Az eredeti cikk szerkesztőit annak laptörténete sorolja fel. Ez a jelzés csupán a megfogalmazás eredetét és a szerzői jogokat jelzi, nem szolgál a cikkben szereplő információk forrásmegjelöléseként.
- Ez a szócikk részben vagy egészben  a   Hrvatska stranka prava dr. Ante Starčević című horvát Wikipédia-szócikk 6553078 ezen változatának fordításán alapul.  Az eredeti cikk szerkesztőit annak laptörténete sorolja fel. Ez a jelzés csupán a megfogalmazás eredetét és a szerzői jogokat jelzi, nem szolgál a cikkben szereplő információk forrásmegjelöléseként.